# Helicellinae
Die Helicellinae sind eine Unterfamilie, früher auch Tribus, aus der Unterordnung der Landlungenschnecken (Stylommatophora). Der Umfang des Taxon wurde in den letzten Jahren stark reduziert und enthält heute noch 9 Gattungen.

## Merkmale
Die Gehäuse sind mittelgroß und kugelig oder abgeflacht. Die Schale ist meist dick und weiß gefärbt. Oft kommen auch Bänder und Flecken vor, die aber meist sehr variabel sind. Nur zwei Arten sind behaart und braun gefärbt. Die Unterfamilie ist in neueren Arbeiten ausschließlich molekulargenetisch definiert.

## Geographische Verbreitung, Vorkommen und Lebensweise
Der Schwerpunkt der Verbreitung liegt im Mittelmeerraum. Allerdings sind heute inzwischen viele Arten nach Mittel- und Westeuropa verschleppt worden.
Die Arten der Helicellinae leben überwiegend in trockenen und offenen Habitaten, wie Dünen, offenen Wiesen und Felsenhängen, die im Sommer oft sehr hohe Temperaturen haben können. Die Tiere legen daher während trockener Hitzeperioden Trockenpausen ein. Sie suchen dazu keine Verstecke auf, sondern heften sich an Pflanzen und Steinen an. Die Mündung wird mit einem kalkigen Diaphragma verschlossen. Nur zwei Arten kommen auch in feuchteren Habitaten vor.

## Systematik
Die Helicellinae werden von Bouchet und Rocroi als Tribus (der Unterfamilie Hygromiinae) behandelt, andere Autoren stellen sie in den hierarchischen Rang einer Unterfamilie. Auch Kerney et al. behandeln sie als Unterfamilie. Folgende Tribus und Gattungen werden aktuell (2020) zu den Helicellinae gerechnet:
- Unterfamilie Helicellinae
  - Tribus Cernuellini Schileyko, 1991
    - Genus Alteniella Clerx & Gittenberger, 1977
    - Genus Cernuella Schlüter, 1838
      - Ödland-Heideschnecke (Cernuella cisalpina (Rossmässler, 1837))
      - Rotmündige Heideschnecke (Cernuella neglecta (Draparnaud, 1805))
      - Mittelmeer-Heideschnecke (Cernuella virgata (da Costa, 1778))

    - Genus Microxeromagna Ortiz de Zárate López, 1950
    - Genus Xeroplana Monterosato, 1892
    - Genus Xerosecta Monterosato, 1892

  - Tribus Helicellini Ihering, 1909
    - Backeljaia Chueca, Gómez-Moliner, Madeira & Pfenninger, 2018
      - Helle Heideschnecke (Backeljaia gigaxii (Pfeiffer, 1850))

    - Candidula Kobelt, 1871
      - Quendelschnecke (Candidula unifasciata (Poiret, 1801))

    - Helicella Férussac, 1821
      - Kugelige Heideschnecke (Helicella bolenensis (Locard, 1882))
      - Gemeine Heideschnecke (Helicella itala (Linné, 1758))

    - Orexana Chueca, Gómez-Moliner, Madeira & Pfenninger, 2018
    - Xerogyra Monterosato, 1892
    - Xeroleuca Kobelt, 1877
    - Xeroplexa Monterosato, 1892
      - Gefleckte Heideschnecke (Xeroplexa intersecta (Poiret, 1801))

    - Xerotricha Monterosato, 1892
      - Haarige Heideschnecke (Xerotricha conspurcata (Draparnaud, 1801))

    - Zarateana Chueca, Gómez-Moliner, Madeira & Pfenninger, 2018

  - Tribus Helicopsini H. Nordsieck, 1987
    - Genus Helicopsis Fitzinger, 1833
    - Genus Pseudoxerophila Westerlund, 1879
    - Genus Xerolenta Monterosato, 1892
      - Weiße Heideschnecke (Xerolenta obvia (Menke, 1828) ),

    - Genus Xeromunda Monterosato, 1892
    - Genus Xeropicta Monterosato, 1892

  - Tribus Plentuisini Razkin, Gómez-Moliner, Prieto, Martínez-Ortí, Arrébola, Muñoz, Chueca & Madeira, 2015
    - Genus Plentuisa Puente & Prieto, 1992

  - Tribus Trochoideini H. Nordsieck, 1987
    - Genus Trochoidea T. Brown, 1827
    - Genus Xerocrassa Monterosato, 1892
      - Zwerg-Heideschnecke (Xerocrassa geyeri (Soós, 1926))

    - Genus Peridotitea Torres Alba, Holyoak, D. T., Holyoak, G. A., Vázquez Toro & Ripoll, 2018